# ديدر هال
ديدر هال (بالإنجليزية: Deidre Hall)‏ هي ممثلة أمريكية، ولدت في 31 أكتوبر 1947 في ميلواكي في الولايات المتحدة.

## أعمال

### مسلسلات
- أيام حياتنا

## وصلات خارجية
- الموقع الرسمي
- ديدر هال على موقع IMDb (الإنجليزية)
- ديدر هال على موقع إن إن دي بي (الإنجليزية)
- ديدر هال على موقع قاعدة بيانات الفيلم (الإنجليزية)